# Hailanca
Hailanca (mandchou : ᡥᠠᡳᠯᠠᠨᠴᠠ, translittération Daqing : Hailanqa ; chinois : 海兰察 ; pinyin : hǎilánchá), né en 1740 et décédé en 1793 est un officiel mandchou de la dynastie Qing, issu des Solons (sous-groupe des Evenks, partie des Toungouses, comme les Mandchous).

## Œuvres
- (zh) 海蘭察, 中國第一歷史檔案館 et 鄂溫克族自治旗民族古籍整理辦公室編, 清宮珍藏海蘭察滿漢文奏摺匯編, 沈阳市, 遼寧民族出版社,‎ 2008, 703 p. (ISBN 978-7-80722-629-1, OCLC 276910176) (réédition en chinois)